# Isabella Gómez (surfista)
Isabella Gómez Brady es una surfista de nacionalidad colombiana, nacida en los Estados Unidos.

## Carrera

### Inicios
Gómez, hija de padre colombiano y madre estadounidense, nació en la Florida, Estados Unidos. Su abuelo materno, Jim Brady, es el fundador de la primera tienda de surf de la Florida, denominada West Coast Surf Shop. Este hecho influyó notablemente en Isabella y en su hermano Giorgio, quienes empezaron a practicar este deporte desde una temprana edad.

### Actividad profesional
Desde los trece años, Isabella empezó a competir en el Stand Up Paddle World Tour, logrando coronarse como campeona mundial a los catorce años. Al enterarse de la posibilidad de competir en los Juegos Olímpicos de Tokio 2020, los hermanos Gómez decidieron empezar a competir de manera profesional para Colombia, integrando el equipo de surf cafetero que compitió en los Juegos Panamericanos de 2019 realizados en la ciudad de Lima, Perú. En esta competencia, Isabella le brindó a su país una presea de oro en la modalidad Stand Up Paddle, derrotando a la peruana Vania Torres y a la brasileña Nicole Pacelli en la final con un puntaje de 10,73.